# Trohej
Trohej je vrsta ritma, kjer so sodi zlogi večinoma nenaglašeni, lihi pa večinoma naglašeni. Nenaglašene zloge označujemo z U, naglašene pa z –. Shema troheja je torej taka: – U. Meje besed se redko ujemajo z mejami stopic. Trohej izvira iz antične Grčije, kjer so se izmenjevali dolgi in kratki glasovi. V zlogovnonaglasnem verzu se menjujejo naglašeni in nenaglašeni zlogi. Trohejski verzi so lahko dolgi od 2 do nekako 16 zlogov, najpogostejši pa so 6, 7, 8, 10 in 12 zložni.

## Primeri
Trohejski četverec (– U – U)
Luna sije,

klad'vo bije

(France Prešeren: Pod oknom)
Trohejski sedmerec (– U – U – U –)
Mu srcé se vnelo je,

mi zvestó gorelo je,

me prevzetnost zapelja,

nisem rekla ne al ja.

(France Prešeren: Zarjovena dvičica)
Trohejski osmerec (– U – U – U – U)
Kak' lepo se rosa bliska,

dokler jutra hlad ne mine!

Komaj sonce bolj pritiska,

bo pregnana od vročine.

(France Prešeren: Dekletom)
Mimo šle so mesečine,

dnevov žar in čar pomladi,

leta vihre in vročine,

zim nezaželeni hladi.

(Alojz Gradnik: Stara ura govori)
Trohejski deseterec (– U – U – U – U – U)
Rog odmeva bojni po Moravi,

po državi kralja Svetopolka.

(Anton Aškerc: Svetopolkova oporoka)
Trohejski enajsterec (– U – U – U – U – U –)
Tri dni mi je kak sem došel s tabora

kovač mešter, podkovaj mi konjiča.

(Ljudska pesem)
Trohejski štirinajsterec (– U – U – U – U – U – U – U)
Kdor jih bere, vsak drugači pesmi moje sodi;

eden hvali in spet drugi vpije: »fej te bodi!«

(France Prešeren: Gazela 7)
Trohejski petnajsterec (– U – U – U – U – U – U – U –)
Al bo kal pognalo seme, kdor ga seje, sam ne ve;

kdor sadi drevo, al bóde zréd'lo veje, sam ne ve.

(France Prešeren: Gazela 6)
Trohejski šestnajsterec (– U – U – U – U – U – U – U – U)
Žalostna komú neznana je resnica, de jo ljubim,

v pesmih mojih védna, sama govorica, de jo ljubim.

(France Prešeren: Gazela 3)
Ni nujno, da imajo vsi verzi v neki pesmi enako število zlogov. V pesmi Štefana Modrinjaka Tožna pesem ene dekline se izmenjujejo 7-zložni in 6-zložni verzi, da ima vsaka kitica shemo: T 7676. Gre torej za preplet trohejskega sedmerca in šesterca.
Moža nemrem dobiti,

oh, kaj bode z mene,

kite moram nostit,

oh, nesrečno breme.
Lahko pa je razlike tudi za več kot en zlog. V pesmi Franceta Prešerna Pod oknom se prepletata trohejski četverec in sedmerec, da ima vsaka kitica shemo: T 447447.
Ti si kriva,

ljubezniva

deklica neusmiljena!

Ti me raniš,

ti mi braniš,

de ne morem spat' doma.

## Statistika naglašenosti
Zlog, ki je v metrični shemi predvidoma naglašen, se imenuje krepki. Zlog, ki je v metrični shemi predvidoma nenaglašen, se imenuje šibki. Niso pa vsi krepki (pri troheju lihi) zlogi vedno naglašeni in niso vsi šibki (pri troheju sodi) zlogi vedno nenaglašeni. Primer, ko je šibki zlog naglašen, je verz: Tri dni mi je kak sem došel s tabora, kjer je beseda oz. zlog dni naglašen, kljub temu da je na šibki poziciji. Obratno je v primeru pesmi Zarjovena dvičica, kjer so štirje zlogi na krepki poziciji nenaglašeni:  Mu srcé se vnelo je, / mi zvestó gorelo je. Lahko tudi izračunamo, v koliko primerih so krepki zlogi res naglašeni in šibki res nenaglašeni. To je naredil Tone Pretnar, ki je analiziral trohejske osmerce 13 pesnikov iz druge polovice devetnajstega stoletja. V spodnji tabeli so prikazane njegove ugotovitve. V zgornji vrstici je zaporedna številka zloga v verzu, v spodnji pa odstotni delež naglašenih zlogov, torej v koliko primerih je določen zaporedni zlog v verzu naglašen (npr. tretji zlog je naglašen v 81 % verzov, četrti pa le v 1 % verzov).
| Zaporedni zlog              | 1. | 2. | 3. | 4. | 5. | 6. | 7. | 8. |
| Delež naglašenih zlogov (%) | 56 | 1  | 81 | 1  | 50 | 1  | 99 | 0  |